# William Zorach
William Zorach (Viljamas Zorachas in lituano; Eurburg, 1887 – Bath, 1966) è stato un pittore e scultore statunitense di origine lituana.
Emigrato negli Stati Uniti alla fine dell'Ottocento, studiò alla Cleveland Academy of Design e alla National Academy of Design. Tornò in Europa per stabilirsi temporaneamente a Parigi dove fu influenzato pittoricamente dallo stile fauve e dal Cubismo. Nel 1910 espose al Salon d'Automne. Tornato in America, dapprima utilizzò uno stile avanguardistico per le sue sculture e le sue litografie. Dagli anni Venti in poi fu principalmente uno scultore su pietra, realizzando ad esempio un rilievo architettonico per il Municipal Court Building di New York durante gli anni Cinquanta, con uno stile legato a canoni arcaici.